# Грамолаццо
Грамолаццо (італ. Lago di Gramolazzo) — озеро в  Італії, регіоні Тоскана, провінції  Лукка.
Озеро розташоване в  Апуанських Альпах на висоті 604 м над рівнем моря, в муніципалітеті Грамолаццо комуни Мінуччано. Площа поверхні озера — 1 км².